# Східницька ВЕС
Схі́дницька ВЕС, або Трускаве́цька ВЕС — пілотна вітрова електростанція загальною встановленою потужністю 750 кВт.
Розташована в урочищі Бухів (672 м), що на хребті Східницький Діл, на півночі селища Східниця Львівської області.
Трускавецька ВЕС має статус пілотної, на її основі проводяться досліди для вивчення ефективності створення вітроелектростанцій у Карпатах.
За проєктом першої черги Трускавецької ВЕС, розробленим ПКБ «Львівенергоналадка» ВАТ «Львівобленерго», розпочато будівництво Рибницької ВЕС встановленою потужністю 4515 кВт.

## Станція
Електростанція налічує 7 американських вітроагрегатів типу USW 56-100, виготовлених в Україні за ліцензією.
ВЕС приєднана ЛЕП 10 кВ до трансформаторної підстанції 35/10 кВ «Східниця-80», яка має зв’язок з шинами 35 кВ підстанції 220 кВ «Борислав» і подає струм до об'єднаної енергетичної системи України (мережевою лінією має зв’язок також з Явірською ГЕС, Самбірського р-н).